# Alexander Nikanorowitsch Pomeranzew

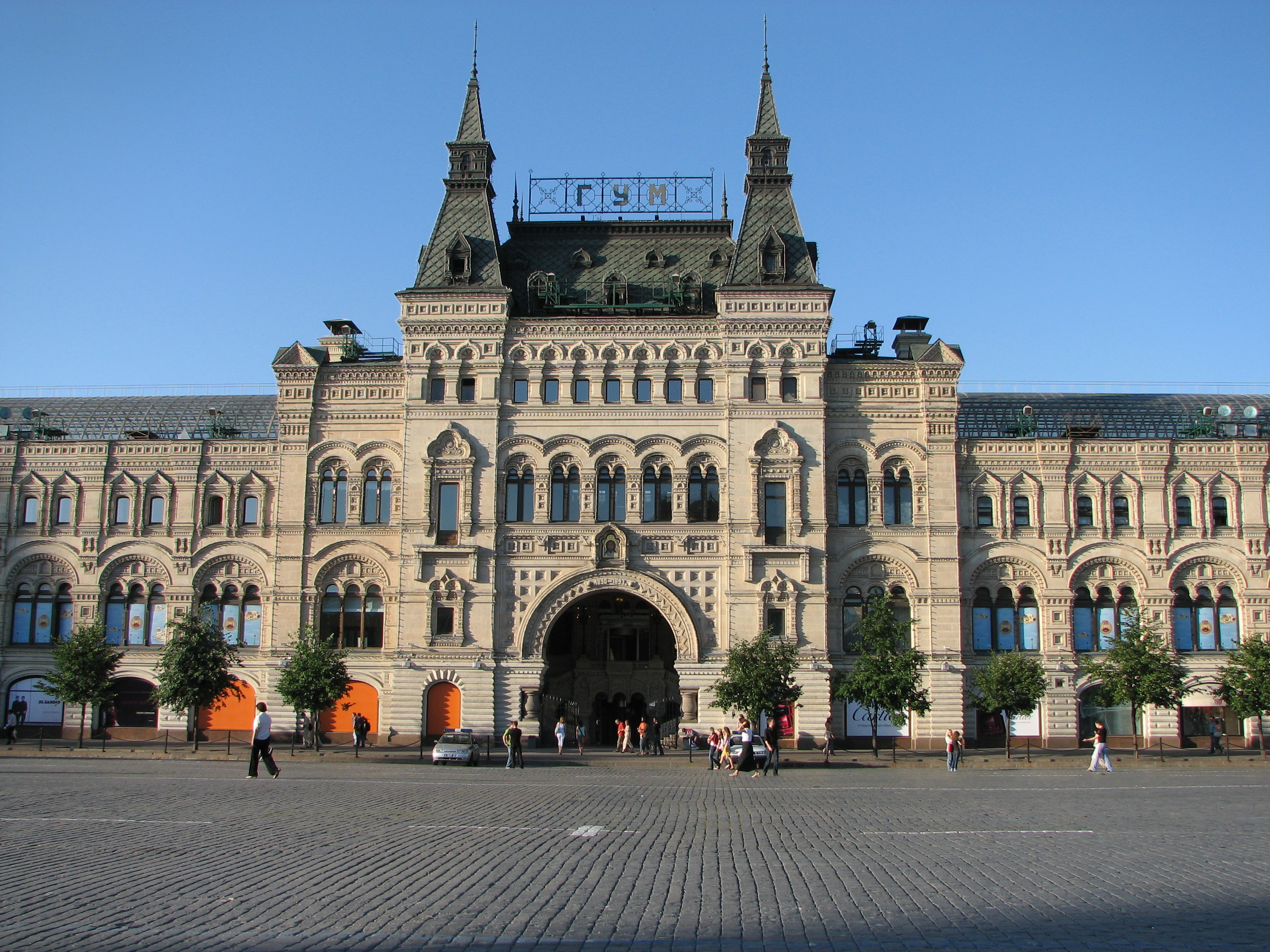
Das GUM-Gebäude in Moskau

Alexander Nikanorowitsch Pomeranzew (russisch Алекса́ндр Никано́рович Помера́нцев; * 30. Dezember 1848jul. / 11. Januar 1849greg. in Moskau; † 27. Oktober 1918 in Petrograd) war ein russischer Architekt und Stadtbaumeister, der für mehrere von ihm entworfene bekannte Bauwerke in Moskau, Sankt Petersburg und anderen Städten bekannt wurde.
Pomeranzew studierte an der Moskauer Hochschule für Malerei, Bildhauerei und Architektur bis 1874, zog danach nach Sankt Petersburg und wechselte an die Petersburger Kunstakademie. Nach dem Abschluss 1878 arbeitete er neun Jahre lang im Ausland, darunter in Italien, Frankreich und der Schweiz. Nach der Rückkehr habilitierte er und wurde 1892 Architekturprofessor an der Petersburger Kunstakademie. In den Jahren 1899 bis 1900 war er auch deren Rektor.
Das wohl bekannteste Bauwerk Pomeranzews sind die 1893 fertiggestellten Moskauer Oberen Handelsreihen (heute als Warenhaus GUM bekannt), die er in Zusammenarbeit mit dem Ingenieur Wladimir Schuchow fünf Jahre zuvor entworfen hatte. Dieses Gebäude wurde äußerlich in einem vorwiegend an die altrussische Architektur angelehnten Stil gehalten, während die modernen Elemente wie das von Schuchow konzipierte Glasdach vor allem auf den Innenraum angewendet wurden. Eine Reihe von Bauwerken Pomeranzews sind dem Jugendstil zuzuordnen, darunter mehrere Bahnhofsgebäude des Kleinen Moskauer Eisenbahnrings. Auch außerhalb Russlands hat Pomeranzew seine Spuren hinterlassen: Bekannt ist vor allem die von ihm erbaute Alexander-Newski-Kathedrale in der bulgarischen Hauptstadt Sofia.